# Ржешотарский, Альфонс Александрович
Альфонс Александрович Ржешотарский (пол. Alfons Rzeszotarski; 22 октября (3 ноября) 1847, Кльватка-Шляхецка, ныне гмина Едлиньск, Польша — 16 (29) января 1904, Санкт-Петербург) — российский инженер-технолог, металлург и педагог.

## Биография
Альфонс Александрович Ржешотарский родился 22 октября (3 ноября) 1847 года в городе Радом на территории нынешней Польши. По национальному происхождению поляк.
Учился в варшавской Главной школе, затем в Санкт-Петербургском технологическом институте), который окончил в 1875 году.
Непродолжительное время работал на Путиловском заводе, затем перешёл на Обуховский завод под руководство Дмитрия Константиновича Чернова. В 1878 году перенял у Чернова руководство бессемеровской мастерской и отжигом и закалкой орудий. В 1889 году был удостоен золотой медали военно-морского министерства.
В 1895 году создал на предприятии первую металлографическую лабораторию в Российской империи. В 1899 году занял должность главного металлурга Обуховского завода.
С 1902 года заведовал кафедрой металлургии в Политехническом институте (ныне Санкт-Петербургский государственный политехнический университет). Написал несколько статей по металлургии в «Энциклопедическом словаре Брокгауза и Ефрона».
Согласно БСЭ, благодаря исследованиям А. А. Ржешотарского на российских металлургических заводах были разработаны новые технологические процессы, значительно улучшившие механические характеристики артиллерийских орудий и стальной брони.
Умер от воспаления лёгких.